# Alpha Monocerontidi

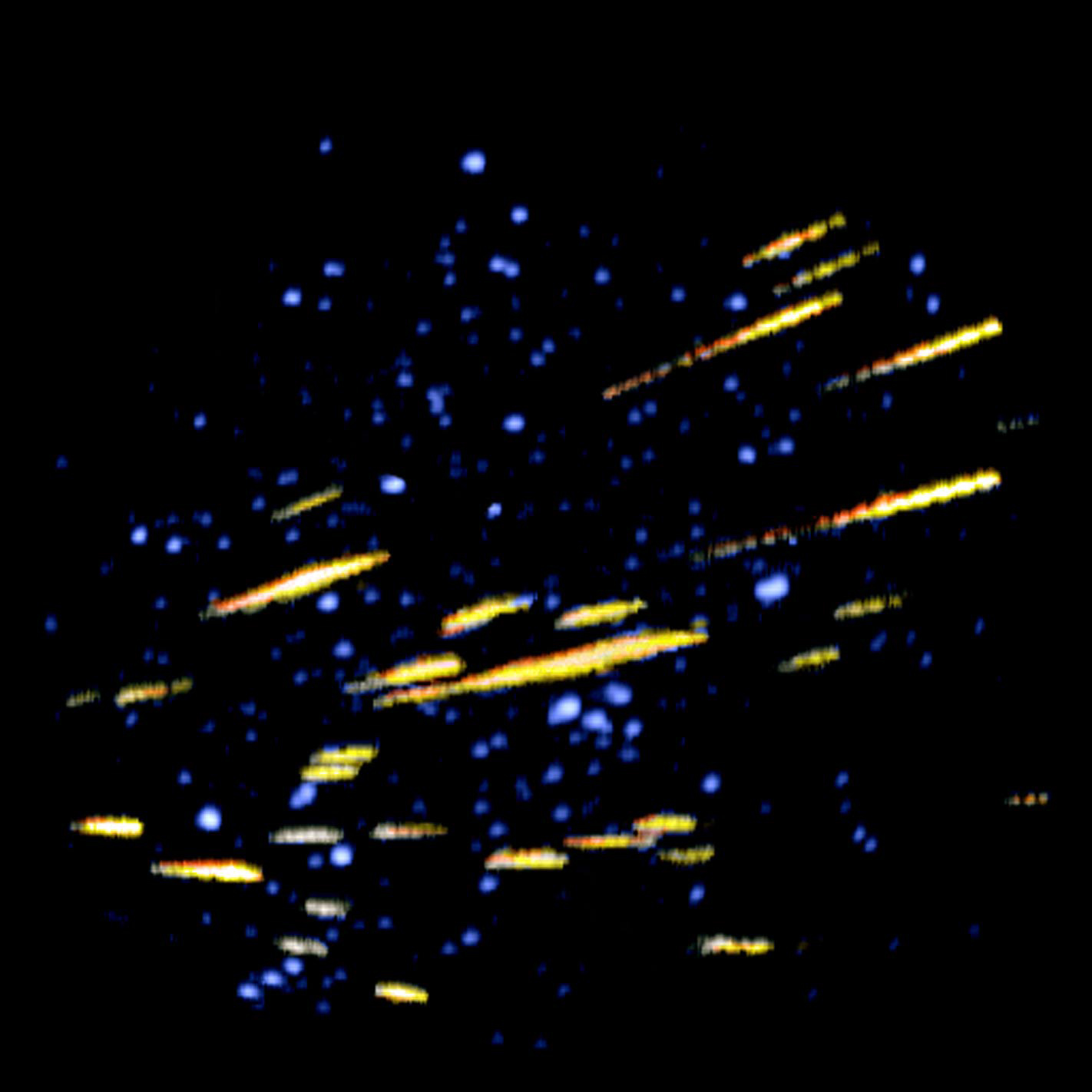
Sciame delle Alpha Monocerotidi

Le Alfa Monocerontidi o Monocerotidi di novembre sono uno sciame di meteore con sigla internazionale AMO: non deve essere confuso con le Monocerontidi di dicembre (sigla internazionale MON). Lo sciame è visibile dal 15 al 25 novembre di ogni anno, il picco dello sciame cade il 21 o il 22 novembre: la velocità delle sue meteore è di 65 km/s. Normalmente ha un basso ZHR, ma in alcune occasioni dà origine a notevoli piogge di meteore, che hanno la caratteristica di durare meno di mezzora: piogge di tali tipo sono state osservate nel 1925, nel 1935, nel 1985 e nel 1995. La pioggia del 1995 ha permesso di determinare esattamente il radiante dello sciame e la longitudine solare del suo picco oltre a confermare l'effettiva brevità delle piogge delle Alfa Monocerontidi che risultano durare meno di un'ora.